# 이해욱 (1968년)
이해욱(李海旭, 1968년 2월 14일 ~ )은 대한민국의 기업인이다. 본관은 전주, 대림산업 창업주 수암(修巖) 이재준(李載濬)의 손자이며, DL그룹(Daelim Group) 이준용(李埈鎔) 회장의 장남이다. 현재 DL이앤씨 대표이사이다.

## 생애
대림그룹 이준용 회장의 장남으로, 1968년 2월 14일 태어났다. 경복초등학교, 중앙중학교, 경복고등학교를 졸업하였으며, 덴버 대학교에서 경영통계학을 전공한 후 컬럼비아대학교 대학원 응용통계학 석사학위를 받았다.
1995년 대림엔지니어링에 입사하였으며, 1998년 ~ 1999년 대림산업 구조조정실 차장과 부장을 역임하고, 2001년 ~ 2004년 대림산업 기획실 실장, 상무, 전무를 역임하였다. 2005년 대림산업 석유화학사업부로 옮겨 부사장을 역임하고, 2007년 대림코퍼레이션 대표이사로 승진하였다.
2010년 대림그룹 부회장으로 승진되었으며, 2011년 기준으로 대림산업 대표이사와 대한상공회의소 부회장을 맡고 있지만 최근 운전기사 폭행 및 폭언 등의 갑질로 논란의 중심에 있다. 한해 40여명의 운전기사를 갈아치운 장본인.

## 수상
- 2012년 매경이코노미 선정 올해의 CEO 선정

## 가족관계
- 조부 : 수암 이재준(李載濬), DL그룹 창업주
- 아버지 : 이준용(李埈鎔), DL이앤씨, DL그룹 명예회장
- 어머니 : 한경진(1940년 5월 27일 - )
  - 누나 : 이진숙(1966년 8월 12일 - )
  - 남동생 : 이해승(李海承, 1969년 5월 29일 - )
  - 남동생 : 이해창(1971년 1월 7일 - )
  - 여동생 : 이진수(1972년 3월 29일 - )
- 부인 : 김선혜, LG그룹 창업주 구자경의 외손녀.
  - 1녀 이지원 (1999 ~ )
  - 1남 이동훈 (2001 ~ )
  - 2녀 이지희 (2004 ~ )